# Squalius cephalus
Squalius cephalus é uma espécie de peixe actinopterígeo da família Cyprinidae.
Pode ser encontrada nos seguintes países: Alemanha, Arménia, Áustria, Azerbaijão, Bielorrússia, Bélgica, Bulgária, Eslováquia, Espanha, Estónia, Finlândia, França, Geórgia, Grécia, Hungria, Irão, Itália, Cazaquistão, Letónia, Lituânia, Moldávia, Noruega, Países Baixos, Polónia, Portugal, Reino Unido, República Checa, Roménia, Rússia, Sérvia, Suécia, Suíça, Turquia e Ucrânia.